# Arambourgisuchus
Arambourgisuchus – rodzaj krokodylomorfa z rodziny Dyrosauridae. Żył w późnym paleocenie na terenie dzisiejszego państwa Maroko. Odnaleziono go dzięki współpracy Francji i Maroka w roku 2000 w regionie Sidi Chenane. Zwierzę opisał 5 lat później paleontolog Stéphane Jouve.
Rodzaj obejmuje tylko jeden gatunek: A. khouribgaensis. Jego epitet gatunkowy pochodzi od liczącego około 170000 mieszkańców miasta Khouribga, gdzie odnaleziono holotyp.

## Znaleziska
Odkryto pozostałości 4 osobników tego stworzenia:
- OCP DEK-GE 300 (holotyp): prawie kompletna zmiażdżona czaszka, brakuje przedniej części dzioba
- OCP DEK-GE 18: prawie kompletna zmiażdżona czaszka, żuchwa
- OCP DEK-GE 269: tylna część spojenia żuchwy z pięcioma lub sześcioma zębodołami po każdej stronie
- OCP DEK-GE 1200: najbardziej przednia część spojenia żuchwowego

Szczątki znajdowano w kopalni fosforutu w regionie Sidi Chenane będącym częścią Ouled Abdoun Basin. Ich wiek ocenia się na tanet.

## Systematyka
Arambourgisuchus khourbgaensis zaliczany jest do rodziny Dyrosauridae, posiadając następujące synapomorfie:
- obecnośćdużych guzowatości potylicznych
- długość otworów ponadskroniowych znacznie przekracza ich szerokość

Zgodnie z Jouve et al. (2005), jest to jedna z bardziej rozwiniętych form. Nie można jednak tego zreryfikować z powoduu niedostatku dobrej jakości materiału.

## Paleobiologia
Czaszka tego rodzaju jest proporcjonalnie jedną z najdłuższych w obrębie swej rodziny. Osiąga bowiem długość1m. Zęby są ostre, ale też duże i silne, za to mniej liczne, niż u gatunku Dyrosaurus phosphaticus.
Sądzi się, że jak i inne Dyrosauridae, Arambourgisuchus pędził tryb życia morskiego drapieżnika.